# Gardefort
Gardefort ist eine französische Gemeinde mit 126 Einwohnern (Stand: 1. Januar 2022) im Département Cher in der Region Centre-Val de Loire. Sie gehört zum Arrondissement  Bourges und zum Kanton  Sancerre.

## Lage
Gardefort liegt etwa 43 Kilometer ostnordöstlich von Bourges. Umgeben wird Gardefort von den Nachbargemeinden Vinon im Norden und Osten, Feux im Südosten, Jalognes im Süden und Südwesten sowie Veaugues im Westen und Nordwesten.

## Bevölkerungsentwicklung
| Jahr                      | 1962 | 1968 | 1975 | 1982 | 1990 | 1999 | 2006 | 2013 |
| Einwohner                 | 155  | 132  | 117  | 112  | 128  | 107  | 112  | 146  |
| Quelle: Cassini und INSEE |      |      |      |      |      |      |      |      |

## Sehenswürdigkeiten

Kirche Saint-Martin

- Kirche Saint-Martin